# Синьков (село)

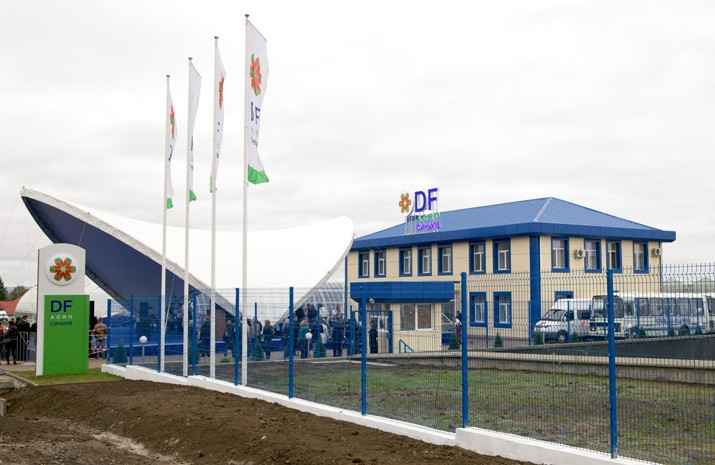
Тепличный комплекс «DF Agro» (Синьков)

Си́ньков (укр. Си́ньків) — село в Залещицкой городской общине Чортковского района Тернопольской области Украины.
До 2020 года входило в Залещицкий район.
Код КОАТУУ — 6122087701. Население по переписи 2001 года составляло 1221 человек.

## Географическое положение
Село Синьков находится на левом берегу реки Днестр, выше по течению на расстоянии в 1,5 км расположено село Зозулинцы, ниже по течению на расстоянии в 4 км расположено село Колодробка, на противоположном берегу — село Бродок.

## История
- 1427 год — дата основания.
- В 1946 году переименовано в село Богда́новка[2][3].
- В 1990 году селу вернули историческое название[4].
- В сентябре 2012 года в Синькове премьер-министр Украины Николай Азаров и инвестор строительства бизнесмен Дмитрий Фирташ открыли крупный тепличный комплекс «DF Agro»[5]).

## Объекты социальной сферы
- Школа.
- Дом культуры.
- Фельдшерско-акушерский пункт.

## Экономика
- Тепличный комплекс «DF Agro»

## Известные люди
- Фирташ Дмитрий Васильевич — украинский бизнесмен, миллиардер, инвестор, владелец частной группы компаний Group DF (The Firtash Group of Companies), совладелец газового трейдера Росукрэнерго (c 2004), родился в селе Синьков.